# Love (Giovanni Allevi)
Love è il nono album del pianista Giovanni Allevi, pubblicato il 20 gennaio 2015 dall'etichetta discografica Sony Music.

## Tracce
1. Yuzen - 04:17
2. Loving You - 03:14
3. Amor sacro - 02:21
4. Asteroid 111561 - 02:26
5. The Other Side of Me - 05:15
6. La stanza dei giochi - 03:42
7. It doesn't work - 03:24
8. Lovers - 04:43
9. My Family - 03:54
10. Asian Eyes - 04:11
11. Come with me - 02:43
12. Sweetie Pie - 04:34
13. L'albatros - 04:38
14. My Family (Radio Edit) - 02:10 (iTunes bonus track)

## Classifiche
| Classifica                     | Massima posizione raggiunta |
| ------------------------------ | --------------------------- |
| Classifica italiana album FIMI | 8                           |

### Andamento nella classifica italiana
| Posizione | 8 | 14 | 20 | 14 | 22 | 26 | 45 | 39 | 28 | 24 | 25 | 48 | 29 | 26 | 49 | 67 | 86 |